# 리드필드

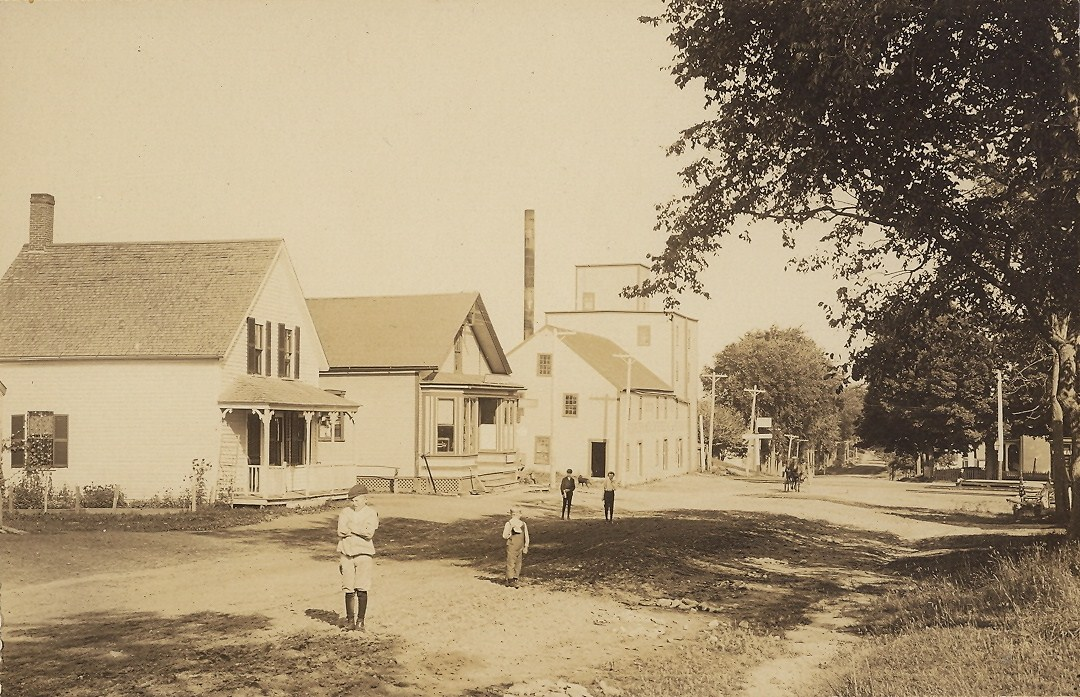

리드필드(Readfield)는 미국 메인주 케네벡군에 있는 마을이다. 2020년 인구 조사에서 인구 수는 2,597명이었다. 리드필드에는 특수목적 고등학교인 켄츠 힐 고등학교, 마라나쿡 커뮤니티 스쿨(Maranacook Community Schools), 학군 공립학교, 몇 개의 여름 캠프 및 매년 열리는 리드필드 헤리티지의 날(Readfield Heritage Days)이 있다. 메인주 중부의 인기 있는 휴양지인 이 마을에는 마라나쿡 호수(Maranacook Lake)를 포함해 9개의 호수와 연못이 있으며 윈스롭 호수 지역(Winthrop Lakes Region)의 일부이다. 리드필드 마을은 이전에 폰드 타운(Pond Town)으로 명명되었다. 리드필드는 메인주의 오거스타 소도시 뉴잉글랜드시 및 타운 지역에 속한다.

## 인구
| 인구조사              | 인구  | Note | %±     |
| --------------------- | ----- | ---- | ------ |
| 1800년                | 938   |      | —      |
| 1810년                | 1,396 |      | 48.8%  |
| 1820년                | 1,511 |      | 8.2%   |
| 1830년                | 1,884 |      | 24.7%  |
| 1840년                | 2,037 |      | 8.1%   |
| 1850년                | 1,985 |      | −2.6%  |
| 1860년                | 1,510 |      | −23.9% |
| 1870년                | 1,456 |      | −3.6%  |
| 1880년                | 1,243 |      | −14.6% |
| 1890년                | 1,176 |      | −5.4%  |
| 1900년                | 994   |      | −15.5% |
| 1910년                | 996   |      | 0.2%   |
| 1920년                | 911   |      | −8.5%  |
| 1930년                | 881   |      | −3.3%  |
| 1940년                | 986   |      | 11.9%  |
| 1950년                | 1,022 |      | 3.7%   |
| 1960년                | 1,029 |      | 0.7%   |
| 1970년                | 1,258 |      | 22.3%  |
| 1980년                | 1,943 |      | 54.5%  |
| 1990년                | 2,033 |      | 4.6%   |
| 2000년                | 2,360 |      | 16.1%  |
| 2010년                | 2,598 |      | 10.1%  |
| 2020년                | 2,597 |      | 0.0%   |
| U.S. Decennial Census |       |      |        |

## 저명한 출신
- 티머시 사이먼스: 배우